# Prionomastix
Prionomastix is een geslacht van vliesvleugeligen uit de familie Encyrtidae. De wetenschappelijke naam van dit geslacht is voor het eerst geldig gepubliceerd in 1876 door Mayr.

## Soorten
Het geslacht Prionomastix omvat de volgende soorten:
- Prionomastix adras Noyes, 2010
- Prionomastix africana Annecke, 1962
- Prionomastix biformis (Ashmead, 1900)
- Prionomastix capeneri Annecke, 1962
- Prionomastix capua Noyes, 2010
- Prionomastix caralis Noyes, 2010
- Prionomastix congoensis Risbec, 1957
- Prionomastix estrellus Noyes, 2010
- Prionomastix fasciatipennis (Girault, 1913)
- Prionomastix ida Noyes, 2010
- Prionomastix idifex Noyes, 2010
- Prionomastix martigus Noyes, 2010
- Prionomastix montana Prinsloo, 1986
- Prionomastix morio (Dalman, 1820)
- Prionomastix myartsevae Trjapitzin, 2005
- Prionomastix nemesis Noyes, 2010
- Prionomastix nikolskayae Trjapitzin, 1989
- Prionomastix ortyx Noyes, 2010
- Prionomastix pergolas Noyes, 2010
- Prionomastix pulawskii Trjapitzin & Ruíz, 1998
- Prionomastix quilius Noyes, 2010
- Prionomastix resus Noyes, 2010
- Prionomastix seyval Noyes, 2010
- Prionomastix siccarius Annecke, 1962
- Prionomastix sorokinae Trjapitzin & Myartseva, 2002
- Prionomastix tarpea Noyes, 2010
- Prionomastix wonjeae Mbondji, 1984